# Hvar
Hvar [ˈxʋǎːr] (lateinisch Pharina, italienisch Lesina, in der Antike altgriechisch Pharos) ist eine kroatische Insel in der Adria vor der dalmatinischen Küste. Sie gehört zur Gespanschaft Split-Dalmatien. Die langgestreckte Insel ist die viertgrößte der Adriainseln.

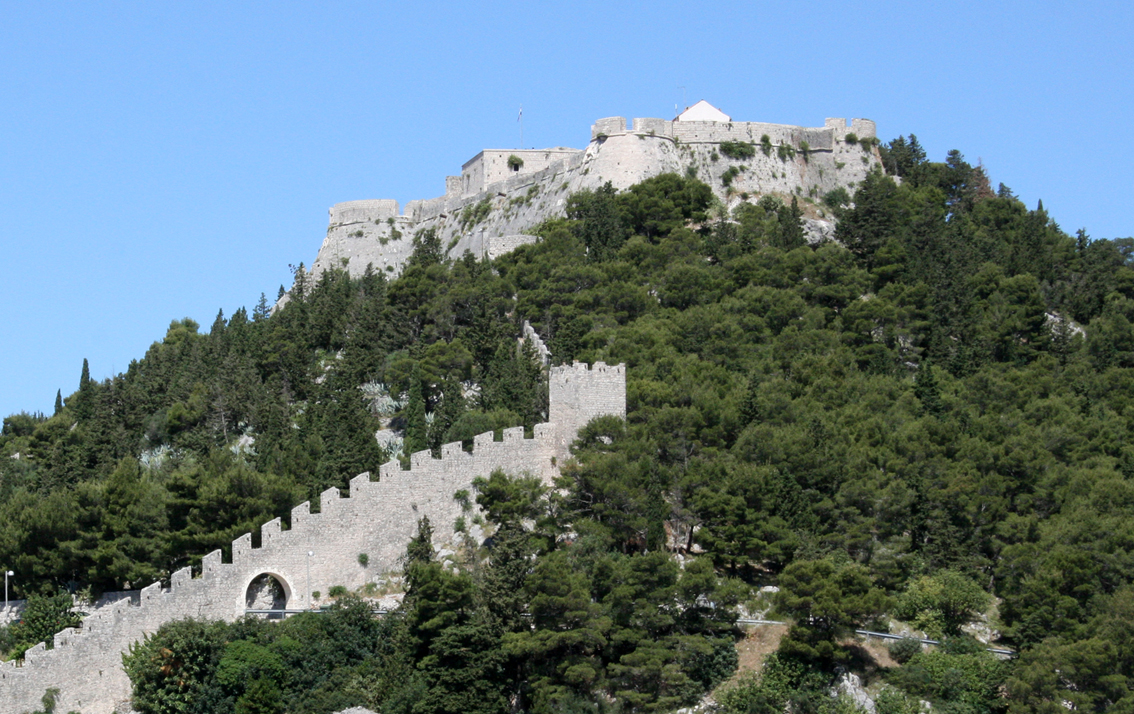
Die Festung mit der Stadtmauer

## Geographie
Hvar ist eine west-ost-erstreckte, länglich geformte Insel, mit einer Länge von 67,5 km die längste Insel Kroatiens. Ihre größte Breite beträgt 10,5 km, die Fläche 297,38 km². Ihre Küste hat eine Gesamtlänge von ca. 270 km.
Die Insel befindet sich 14 km südöstlich der Insel Šolta, 3,4 km südlich der Insel Brač, 7,2 km nördlich der Halbinsel Pelješac und 27,6 km nordöstlich der Insel Vis.
Die Insel hat ein mildes Mittelmeerklima: die Temperatur-Mittelwerte liegen im Januar bei 8,4 °C, im Juli bei 24,8 °C. Die Insolation beträgt 2.718 Sonnenstunden im Jahr. Die Bodenzusammensetzung besteht aus Kalkomelanosole, Kalkokombisole, Terra Rossa, Luvisol, Kalk- und Rigolböden.
Zwei Naturdenkmäler gehören zur Kategorie der geschützten Landschaft.
- Die Höhle „Grapčeva pećina“ auf der Südseite der Insel ist ein paläontologisches und archäologisches Denkmal. Hier fand man Schichten aus der Danilo-Hvar-Kultur, die man in die Jungsteinzeit und Kupfersteinzeit datiert (3900–3300 v. Chr.).
- Die Zypresse im Franziskanerkloster, deren Äste elliptische Form haben. Ihr Alter wird auf 400 Jahre geschätzt.

Weitere Sehenswürdigkeiten der Natur:
- Die roten Felsen unweit der Stadt Hvar sind ungewöhnlich ausgeformt – sie ragen wie eine Reihe übergroßer Orgelpfeifen aus der Adria. Die vertikal stehenden Kalkschichten wechseln sich mit Hohlräumen ab, aus denen die weicheren rötliche Schichten vom Regen und Meer weggespült wurden.

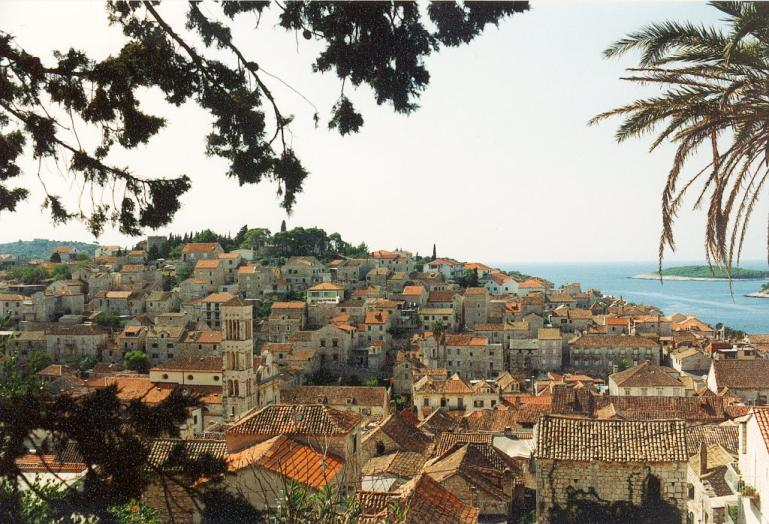
Hvar-Stadt, Blick von der Festung

- Die Hölleninseln, „Pakleni otoci“, sind ein Archipel aus kargen Felsen und Inseln vor der Stadt Hvar.
- Die Höhle „Sveta Nedjelja“ liegt oberhalb des gleichnamigen Dorfes. In vorgeschichtlicher Zeit diente sie als Zufluchtsort und ein Ort für Rituale. Im 16. Jahrhundert wurde in ihr eine kleine Eremitage eingerichtet.
- Die Markushöhle, „Markova Spilja“ liegt im äußersten Westen der Insel, im Pelegrin-Gebiet. Archäologische Funde belegen die  Anwesenheit von Menschen auf der Insel Hvar vor ca. 7000 Jahren.[2]

## Bevölkerung
Auf der Insel leben etwa 11.500 Einwohner (2001) in vier Gemeinden:
- Stadt Hvar: Hvar (3762), Brusje (206), Sveta Nedjelja (148), Velo Grablje (21), Malo Grablje (0)
- Gemeinde Jelsa: Jelsa (1798), Vrboska (526), Svirče (445), Zastražišće (230), Vrisnik (215), Zavala (144), Gdinj (119), Pitve (81), Poljica (68), Ivan Dolac (26), Gromin Dolac (4), Humac (0)
- Stadt Stari Grad: Stari Grad (1906), Vrbanj (489), Dol (348), Rudina (54), Selca kod Starog Grada (20)
- Gemeinde Sućuraj: Sućuraj (387), Bogomolje (989), Selca kod Bogomolja (7)

## Geschichte
Vermutlich war das Gebiet von Hvar bereits besiedelt, bevor es durch den Anstieg des Meeresspiegels zur Insel wurde. Erste Neolithische Funde stammen aus der Impresso-Kultur. Auch mittelneolithische Funde aus der Danilo-Kultur sind vertreten. Die spätneolithischen Funde aus der Höhle Grapčeva spilja gaben der Hvar-Kultur den Namen.
Die erste dokumentierte Kolonisation erfolgte im Jahr 385 v. Chr. Griechen von der Insel Paros gründeten Kolonien auf der Insel. Nach einer kurzen und heftigen Auseinandersetzung mit den alteingesessenen illyrischen Bewohnern gewannen die Kolonisten die Oberhand mit Hilfe der Kriegsschiffe, Trieren, die ihnen die Bewohner aus dem nahen Lissos (dem heutigen Lezha, Albanien) schickten, und gründeten einen selbständigen Stadtstaat (Polis). Lissos war damals der Sitz des Statthalters des Dionysios I. von Syrakus. Dieser Kampf war die erste bekannte Seeschlacht in der Adria.

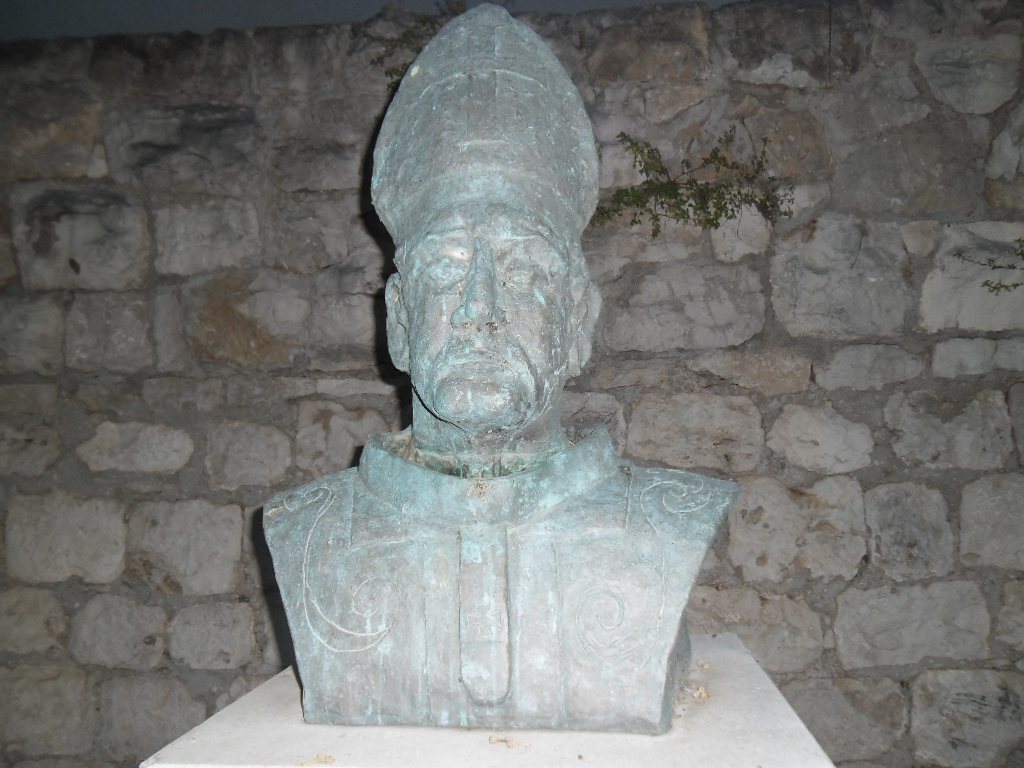
Franziskaner Fulgencije Carev

Die Illyrer, die zu der Zeit als Seeräuber berüchtigt waren, übernahmen 235 v. Chr. kurzzeitig die Herrschaft über die Insel. Im Jahr 229 v. Chr. fiel die Insel Pharos, als Folge des ersten Illyrischen Krieges, unter römische Herrschaft. Die Römer überließen die Verwaltung einem ehemaligen illyrischen Herrscher, Demetrios von Pharos. Allerdings hielt das Bündnis zwischen Demetrios von Pharos und den Römern nicht sehr lange. Als Folge der Niederlage im Zweiten Illyrischen Krieg flüchtete Demetrios 219 v. Chr. nach Makedonien und wurde enger Vertrauter des Königs Philipp V. (Makedonien). Anschließend war die Insel Pharos ein Teil der römischen Provinz Illyricum.
Im Mittelalter wechselten die Machthaber oft, wie in ganz Dalmatien. Im 9. Jahrhundert war die Insel in der Hand der Narentaner. Konstantin VII. erwähnt die Insel im 10. Jahrhundert als ein Teil des Fürstentums Paganien. Die Insel Hvar befand sich drei Jahrhunderte lang unter der Herrschaft des Fürstentums. Um 1180 akzeptierte der Fürst von Hvar und Brač die Oberherrschaft des Ungarischen Reiches. Allerdings kümmerte man sich im Ungarischen Reich nicht zu sehr um die Küstengebiete, so dass sich die Bewohner der Küste bald an Venedig wandten, um Schutz gegen die Piraten aus Omiš zu erhalten, die immer mehr die wirtschaftlichen Meereswege bedrohten.

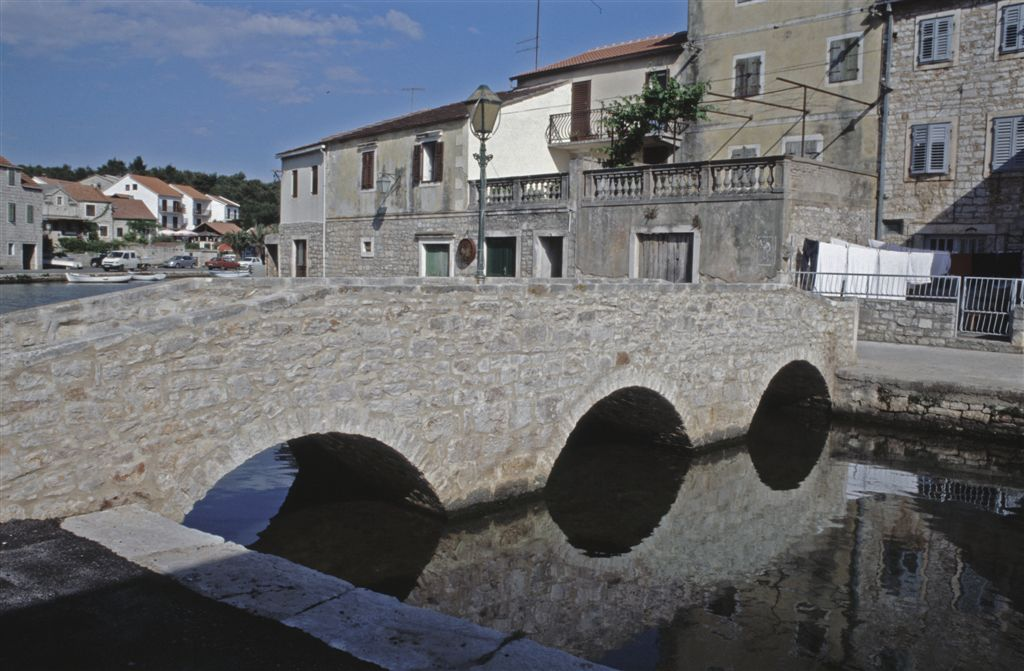
Vrboska

Im Jahre 1278 entschieden die Bewohner der Insel Hvar, sich der Republik Venedig anzuschließen. Diese Entscheidung war ausschlaggebend für die weitere Entwicklung der Insel. Die günstige Lage und die Herrschaft Venedigs wirkten sich positiv auf die wirtschaftliche Situation der Insel aus.
Ab Mitte des 14. Jahrhunderts befand sich die Insel wieder unter ungarischer Herrschaft. Nach dem Tod Ludwigs I. kam es zu Unruhen wegen der Thronfolge zwischen Sigismund von Luxemburg, Tvrtko I. und Ladislaus (Neapel). Ladislaus von Neapel wurde 1403 in Zadar zum kroatischen König gekrönt. Er konnte sich aber nicht gegen Sigismund durchsetzen und verkaufte 1409 seine Rechtsansprüche auf Dalmatien für 100.000 Dukaten an die Republik Venedig.
1510 kam es zum Aufstand unter der Führung des Matija Ivanić. Der Aufstand führte zu einem vierjährigen Bürgerkrieg der Plebejer gegen den Adel. Die Republik Venedig betraute nur Fürsten mit Verwaltungsaufgaben, was die Autonomie störte und schädigte. Die Plebejer gründeten ein Abgeordnetenhaus und verlangten die offizielle Annahme ihrer Entscheidungen, wie auch das Recht auf die Einsicht und Kontrolle der Entscheidungen der Adelsräte. Außerdem schreckte der Adel nicht davor zurück, die Plebejer und insbesondere deren Frauen und Mädchen als Menschen zweiter Klasse zu behandeln, was unter der Bevölkerung immer mehr Unmut hervorrief. Der Bürgerkrieg endete blutig und die Plebejer wurden vom Adel besiegt. In den darauf folgenden 71 Jahren prosperierte die Insel. In der Zeit unter der Herrschaft der Republik Venedig erlebte die Insel den ultimativen wirtschaftlichen und kulturellen Aufschwung. Bis ins 16. Jahrhundert war die Insel eine der am dichtesten bevölkerten Regionen, ein wichtiger Stützpunkt und Handelszentrum.
In Schriften, die in einem Franziskanerkloster auf der Insel gefunden wurden, sind auf 42 Seiten viele Ereignisse aufgeführt, unter anderem Notizen über den Überfall der Osmanen wie auch über die Kämpfe der Osmanen gegen die Republik Venedig von 1520 bis einschließlich 1617. Während der Kriege um Zypern überfielen die Osmanen am 15. August 1517 mit 73 Kriegsschiffen die Insel, unter dem Kommando von Uluz–Alija und Karakaz. Sie raubten die Bewohner aus, nahmen viele gefangen und zündeten ihre Häuser, das Schloss des Fürsten, das Archiv, alle Kirchen und die Klöster an. Ein paar Monate nach dem Überfall der Osmanen brach auf der Insel die Pest aus; zwei Drittel der Bevölkerung starb daran.
Am 1. Oktober 1579 traf ein Blitz das Schießpulverlager der Insel und die kettenartigen Explosionen zerstörten die Festung und viele private und öffentliche Gebäude. Ende des 16. Jahrhunderts erholte sich die Insel und bald darauf war sie wieder eine reiche Kommune mit florierender Wirtschaft. Während die restliche Region unter den Folgen des Krieges um Kreta litt, blieb die Insel weitgehend verschont. Einzige Folge waren die Kriegsflüchtlinge, die sich im Osten der Insel ansiedelten.

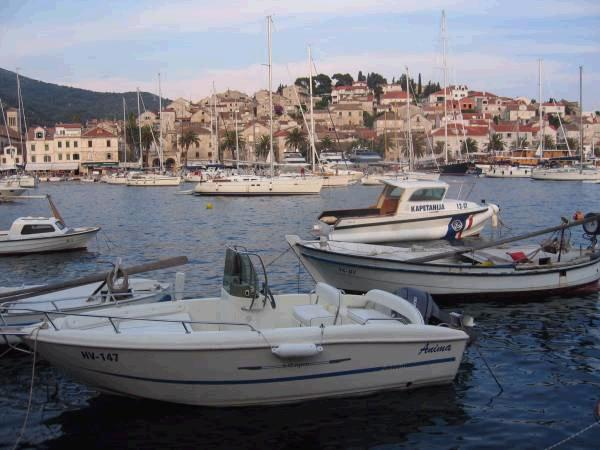
Der Hafen von Hvar-Stadt

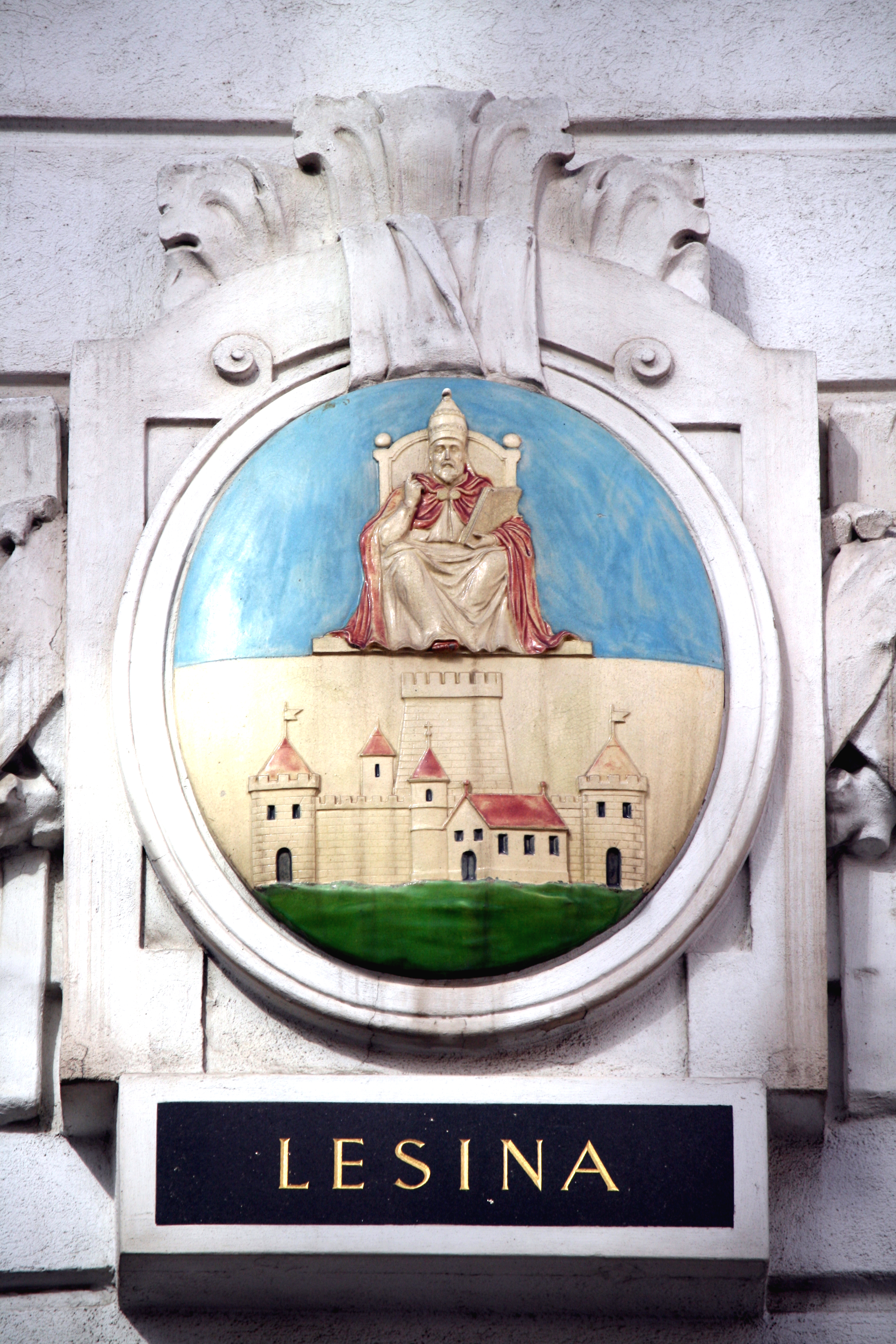
Wappen von Hvar auf dem einst von der Marinesektion des k.u.k. Kriegsministeriums genutzten Amtsgebäude Marxergasse 2 in Wien. Im amtlichen Gebrauch der k.u.k. Marine wurden die Namen in italienischer Sprache verwendet.

Anfang des 17. Jahrhunderts veränderte sich die demografische Struktur der Einwohner. Die Türkenkriege, die schon fast hundert Jahre die Region plagten, zwangen die Bevölkerung, aus den unsicheren Küstenregionen auf dem Festland (Makarska) auf die etwas sicheren Inseln auszuweichen. Die Republik Venedig versprach allen, die aus den gefährdeten Regionen übersiedelten, Privilegien, die sogenannten „Paštrovačke Privilegije“ (benannt nach der Familie Paštrović aus Montenegro, die 1423 als erste derartige Privilegien erhielt). Es handelte sich dabei um Steuerbefreiung, um eine Art Selbstverwaltung, wenn die Siedler in Gruppen lebten, sowie andere Vorteile. Die neuen Einwohner veränderten die Inseln insofern, dass in den von ihnen bewohnten Gegenden Štokavisch verbreitet wurde; auf Hvar wurde bis dahin nur Čakavisch gesprochen.

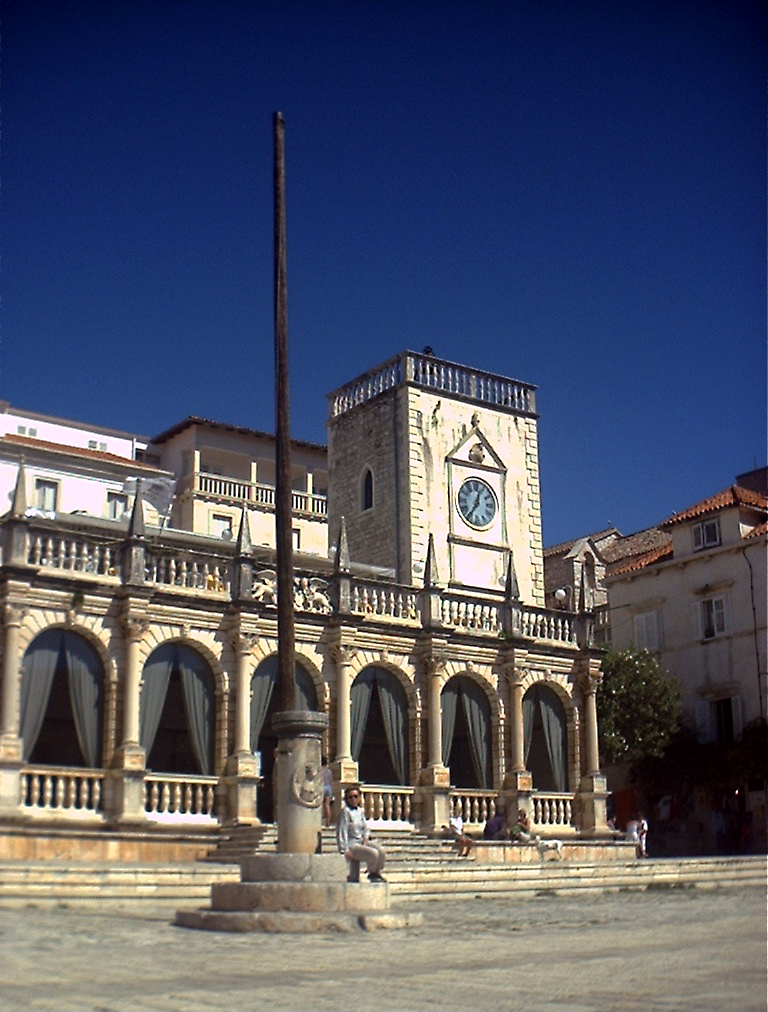
Loggia und Uhrturm am Hafen von Hvar

Im 18. Jahrhundert hatte es die Republik Venedig immer schwerer, mit dem Westen mitzuhalten, und so breitete sich der Verfall aus, in Dalmatien und somit auch auf der Insel Hvar. Außerdem wollten die Fürsten in ihrer zweijährigen Regierungsperiode so viel Geld scheffeln wie nur möglich, und die Zeit war daher von Machtmissbrauch und Veruntreuungen gezeichnet. Die Folge war eine Streichung der freien Verfügung über Verwaltungsgelder; alle Überschüsse wurden nach Venedig weitergeleitet. Den letzten Schlag erlebte die Insel Mitte des 18. Jahrhunderts, als der Stützpunkt der venezianischen Flotte von der Insel Hvar in die Stadt Kotor verlegt wurde. Ab dem Zeitpunkt wurde Hvar eine gewöhnliche Kommune in Dalmatien.

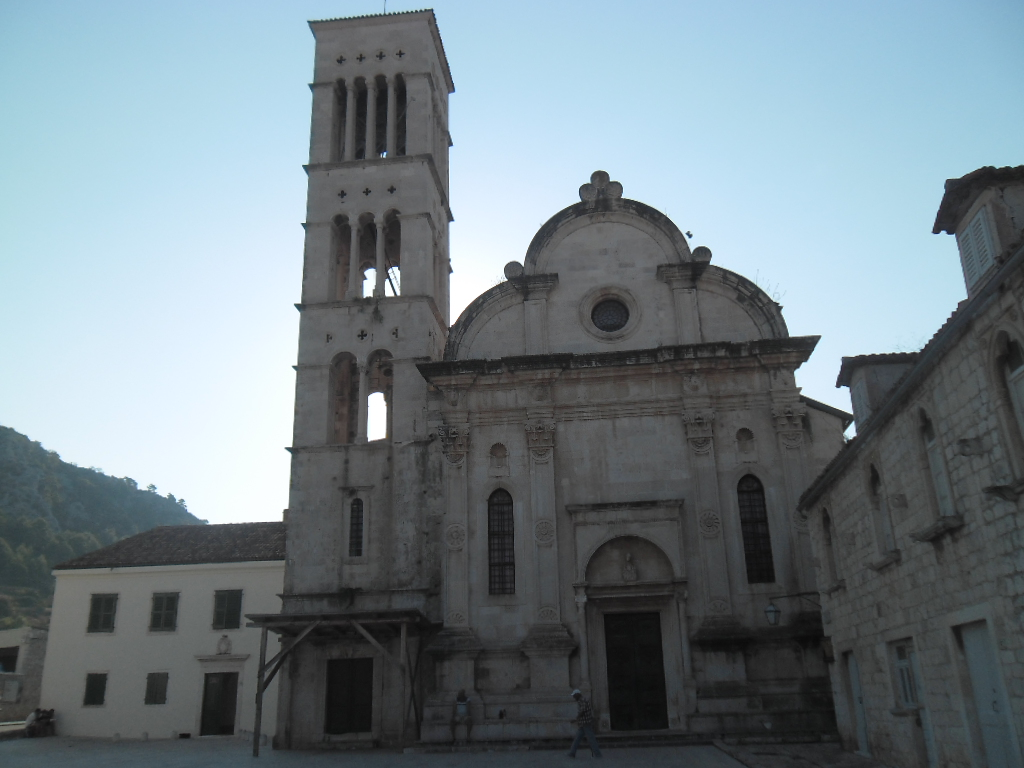
Die Kathedrale von Hvar

Die Republik Venedig wurde nach der Niederlage gegen Napoleon Bonaparte mit dem Frieden von Campo Formio im Jahr 1797 offiziell aufgelöst. Nach Jahrhunderten unter venezianischer Herrschaft befand sich die Insel Hvar nunmehr unter der Herrschaft der Habsburger. Mit dem Frieden von Preßburg von 1805 kam die Insel 1806 an Frankreich, wie auch das restliche Dalmatien. Die Herrschaft der Franzosen dauerte bis 1813, danach fiel die Insel wieder an das Kaisertum Österreich. Während der österreichischen Herrschaft erlebte die Insel eine Stagnation in ihrer Entwicklung. Als einziges wichtiges Ereignis aus der Zeit kann man die Eröffnung der Meteorologischen Station aus dem Jahr 1858 erwähnen. Sie wurde im Kloster der Hl. Veneranda eingerichtet und befindet sich dort noch heute. Dies war die erste meteorologische Station in Kroatien. Das österreichische Kaisertum herrschte bis zum Ende des Ersten Weltkrieges.
Im Jahr 1919 besetzte Italien die Insel, aber schon 1921 endete die italienische Herrschaft mit dem Grenzvertrag von Rapallo und der Einigung zwischen Italien und dem Königreich der Serben, Kroaten und Slowenen über Grenzfragen. Im Zweiten Weltkrieg zählte Hvar von 1941 bis 1945 zum Unabhängigen Staat Kroatien. Auf der Insel befanden sich bis zur Kapitulation der Deutschen im Jahr 1945 Garnisonen der italienischen und deutschen Armee. Bis 1991 war Hvar ein Teil Jugoslawiens. Während des Kroatienkrieges wurden viele Gebäude von Granaten beschädigt, und die Insel nahm Flüchtlinge aus anderen Regionen Kroatiens auf.

## Klima
|                        | Jan  | Feb  | Mär  | Apr  | Mai  | Jun  | Jul  | Aug  | Sep  | Okt  | Nov  | Dez  |   |      |
| Mittl. Temperatur (°C) | 7,6  | 8,1  | 8,1  | 10,7 | 17,5 | 21,5 | 25,1 | 25   | 20,3 | 16,7 | 11,9 | 8,8  | ⌀ | 15,2 |
| Mittl. Tagesmax. (°C)  | 11,9 | 12,6 | 15,3 | 17,6 | 22,1 | 26,4 | 30,4 | 30,4 | 25,2 | 21,5 | 16   | 12,6 | ⌀ | 20,2 |
| Mittl. Tagesmin. (°C)  | 3,2  | 3,5  | 6    | 8,5  | 12,8 | 16,5 | 19,8 | 19,6 | 15,4 | 11,9 | 7,7  | 5    | ⌀ | 10,9 |
|                        |      |      |      |      |      |      |      |      |      |      |      |      |   |      |
| Niederschlag (mm)      | 15   | 27   | 41   | 56   | 40   | 32   | 8    | 28   | 27   | 86   | 60   | 86   | Σ | 506  |
|                        |      |      |      |      |      |      |      |      |      |      |      |      |   |      |
| Sonnenstunden (h/d)    | 3    | 3    | 5    | 6    | 8    | 10   | 11   | 10   | 7    | 6    | 4    | 4    | ⌀ | 6,4  |
|                        |      |      |      |      |      |      |      |      |      |      |      |      |   |      |
| Regentage (d)          | 4    | 5    | 5    | 8    | 8    | 7    | 5    | 4    | 8    | 7    | 7    | 8    | Σ | 76   |
|                        |      |      |      |      |      |      |      |      |      |      |      |      |   |      |
| Luftfeuchtigkeit (%)   | 71   | 71   | 71   | 74   | 70   | 69   | 65   | 64   | 66   | 69   | 73   | 72   | ⌀ | 69,6 |

| 3,2 |

| 3,5 |

| 6 |

| 8,5 |

| 12,8 |

| 16,5 |

| 19,8 |

| 19,6 |

| 15,4 |

| 11,9 |

| 7,7 |

| 5 |

| 3,2 |

| 3,5 |

| 6 |

| 8,5 |

| 12,8 |

| 16,5 |

| 19,8 |

| 19,6 |

| 15,4 |

| 11,9 |

| 7,7 |

| 5 |

## Wirtschaft
Die Agrarwirtschaft war bis in die 1950er Jahre die wirtschaftliche Grundlage der Inselbewohner. Die Menschen schufen in mühevoller Arbeit freie Flächen in der karstigen Landschaft, die sie zum Weinanbau, zum Anbau von Feigen, Oliven, Lavendel und anderen Agrarprodukten nutzten. Die unzähligen Steine, die sie aus der Erde schafften, nutzten sie zum Bau langer Trockenmauern oder schichteten sie zu Kraggewölbebauten aus Trockenmauerwerk, die in ihrer Form an Iglus erinnern.
Die Grundprodukte der Insel waren Wein, Olivenöl und Fisch. Als die Produktion den Eigenbedarf überschritt, vermarktete man die Produkte auf dem heimischen Markt. Die Insel hatte eine stabile Wirtschaft, die bis in die zweite Hälfte des 19. Jahrhunderts stetig wuchs. Ende des 19. und bis zur Mitte des 20. Jahrhunderts kam es zu einer Krise. Es begann mit der Peronospora, einer Krankheit der Weinrebe. Hinzu kamen wirtschaftliche Schwierigkeiten, die Kriegswirren und politische Umstrukturierungen. Als die Agrarwirtschaft nicht mehr als Hauptzweig der Wirtschaft Bestand hatte, orientierte man sich auf der Insel zum Tourismus.

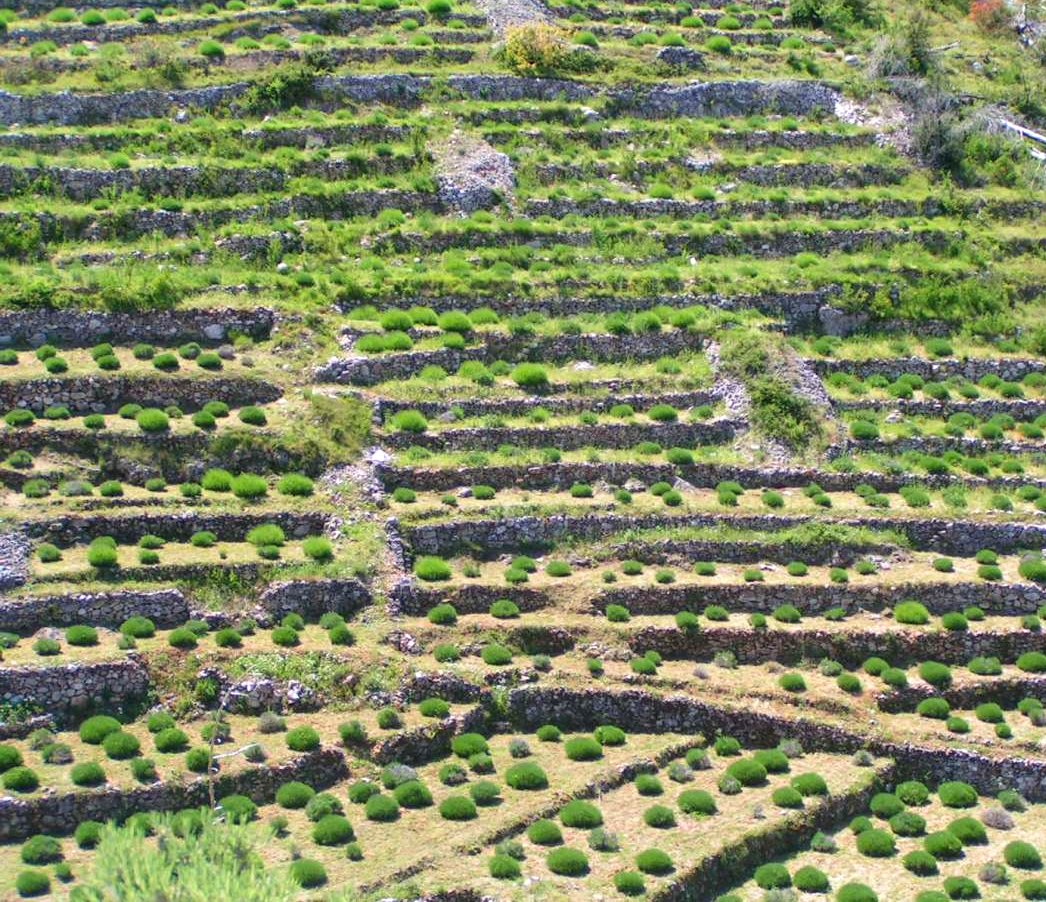
Lavendelfelder, von Trockenmauern begrenzt

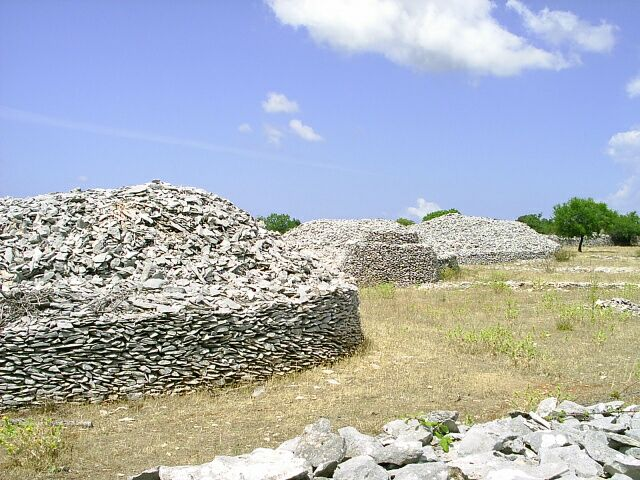
Kraggewölbebauten aus Trockenmauerwerk, Gomila

Die gesamte Insel ist bei Touristen, insbesondere in den Sommermonaten, sehr beliebt. Der Fremdenverkehr spielt eine große Rolle.
Neben Tourismus und selbstversorgender Landwirtschaft bilden der Anbau von Lavendel und die Herstellung der daraus gewonnenen Produkte (z. B. Lavendelöl und Lavendelkissen) sowie die Kelterung von zum Teil herausragenden Weinen die Lebensgrundlage der Bevölkerung. Die bekanntesten Weine der Insel sind der Zlatan Plavac sowie der fast schwarze Faros, die aus Trauben der Mali Plavac gewonnen werden, als deren beste Lagen steile Weinberge auf der Südseite der Insel gelten. Auch Ivan Dolac, ein sehr dunkler Rotwein aus der Mali Plavac-Traube und Bogdanuša (der an einen sehr trockenen Sherry erinnert) werden erzeugt. Der früher bedeutende Fischfang spielt heute kaum mehr eine Rolle.

## Flora und Fauna

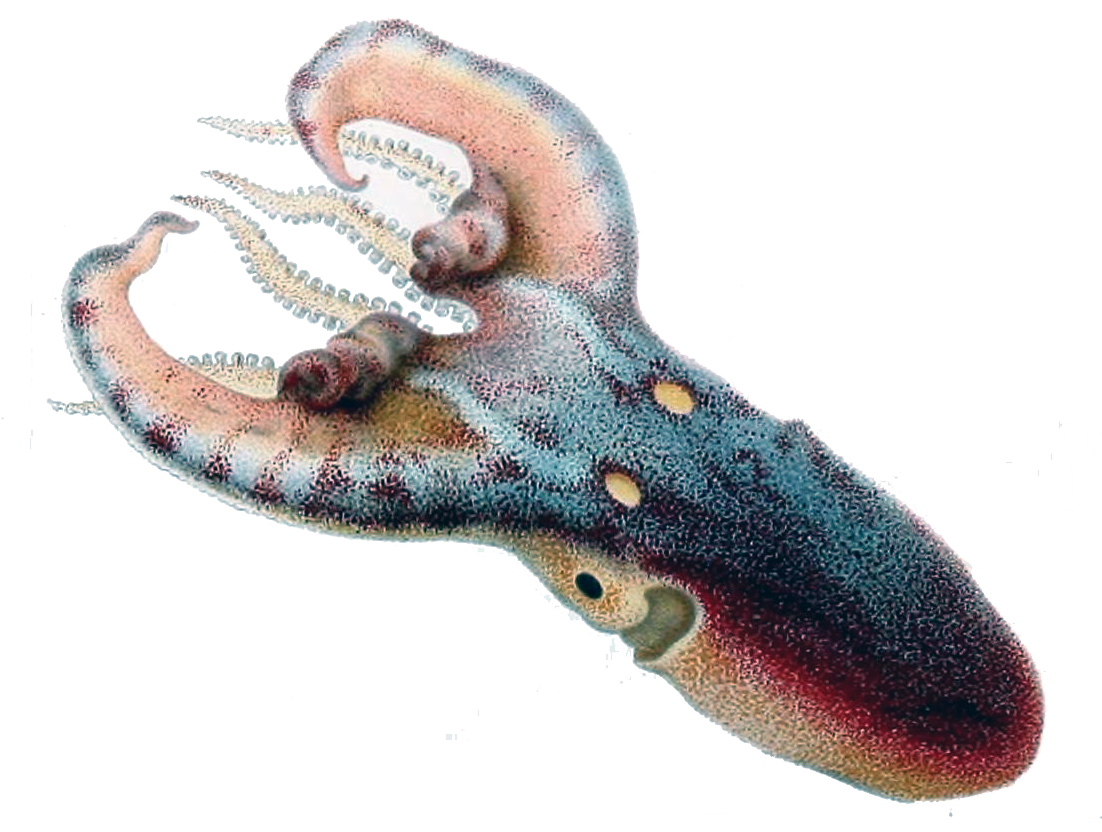
Löcherkrake

Im Juli 2019 kam es im Bereich der kroatischen Inseln Hvar, Brač und Šolta zu einem erhöhten Aufkommen der in der Adria sehr seltenen Löcherkrake (Tremoctopus violaceus). Von einem solchen gehäuften Auftreten in Dalmatien wurde zuletzt 1936 berichtet. Charakteristisch für diese Krake ist der enorme Größenunterschied zwischen Weibchen (bis zu 2,5 Meter) und Männchen (nur 2,4 Zentimeter).

## Infrastruktur
Hvar ist mit dem kroatischen Festland über Trajektverbindungen von Stari Grad nach Split und von Sućuraj nach Drvenik sowie über die Küstenschifffahrtslinie Rijeka – Dubrovnik verbunden.

## Persönlichkeiten
- Hanibal Lucić ( ca. 1485- 1553, Adeliger, Schriftsteller, Jurist und Richter)
- Petar Hektorović (1487 - 1572), Adeliger, Schriftsteller, Universalgelehrter und Sammler
- Ivan Vučetić (Spanisch: Juan Vucetich Kovacevich), Argentinischer Anthropologe, erster Anwender des Fingerabdrucks zur Identifizierung und Polizist
- Tin Kolumbić (Kinderbuchautor)
- Jure Franičević-Pločar (Schriftsteller)
- Tatjana Radovanović (Künstlerin)
- Lucija Rudan (Komponistin)
- Blue Ivy (* 2012), Tochter von US-Popstar Beyoncé (* 1981), Ehrenbürgerin der Insel Hvar

### Überblickswerke
- Ana Perinič Lewis, Pavao Rudan: Two Islands in one. The Island of Hvar, in: Nenad Starc (Hrsg.): The Notion of Near Islands. The Croatian Archipelago, Rowman & Littlefield, 2020, S. 173–198.

### Geographie, Geologie
- Milan Herak u. a.: Geologija otoka Hvara. Zagreb 1976. (Résumé in englischer Sprache).

### Archäologie, Denkmalschutz, Kunstgeschichte
- Vincent Gaffney u. a.: The archaeological heritage of Hvar, Croatia (= British Archaeological Reports. International series 660). Tempus Reparatum, Oxford 1997, ISBN 0-86054-851-1.
- Ivana Radovani, Dinka Katarina Gjeldum, Anita Gamulin, Sanja Buble: Konzervatorski elaborat naselja Humac. Split 2006 (online)
- Cirillo M. Iveković (Hrsg.): Bau- und Kunstdenkmale in Dalmatien. Bd. 6: Die Inseln Rab – Hvar – Korčula (Arbe – Lesina – Curzola). 2. Aufl., Anton Schroll, Wien 1927. DNB 366302205
- Cvito Fisković: Hvarska katedrala. Cakavski Sabor, Split 1976.

### Geschichte
- Branko Kirigin: Faros, parska naseobina. Prilog proučavanju grčke civilizacije u Dalamaciji. In: Vjesnik za arheologiju i historiju dalmatinsku, Bd. 96 (2003), S. 9–301, ISSN 0350-8447.
- Cvito Fisković: Turski napadaj na Hvar 1571. In: Čakavska rič: Polugodišnjak za proučavanje čakavske riječi, Vol. 6 (1976) Nr. 2, S. 111–118.  (Download-Link)

### Politik
- Petar Razović: Strategija razvoja otoka Hvara, Zagreb 2016.

### Ältere Werke
- ohne Autor: Die Insel Lesina. In: Westermanns Jahrbuch der Illustrierten Monatshefte 25 (1869), S. 626–637 (mit 5 Abbildungen).